# Janez Trdina

Janez Trdina (Mengeš,  29. svibnja 1830. – Novo Mesto, 4. srpnja 1905.), slovenski književnik. Pisao je pjesme, pripovijetke, basne, bajke, članke, kritike i rasprave.

## Životopis
Janez Trdina rođen je 29. svibnja 1830. godine u Mengešu u pokrajini Gorenjskoj u Sloveniji. Osnovnu školu je išao u rodnom Mengešu. Godine 1842. polazi u gimnaziju u Ljubljanu koju završava školvanje 1850. godine. Odlazi u Beč na studij filozofije gdje je studirao povijest, zemljopis i filologiju. Kod Frana Miklošića studirao je u klasičnoj filologiji i starocrkvenoslavenski.
Studije završava 1854. godine. Zapošljava se u Varaždinu u gimnaziji kao profesor pripravnik.
Godine 1855. zapošljava se u gimnaziji u Rijeci kao redoviti profesor. Sukobljava se s upraviteljem i biva optužen za protudržavnu i protucrkvenu djelatnost. 
Prisiljen je nagodbom na rano umirovljenje 1867. godine. Preselio se u Brsljin u Novom Mestu. Kao umirovljenik hoda među ljude želeći upoznati se s njihovim problemima i željama. Pokušava se ponovno zaposli, uskoro izdaje svoje dolenjske novine, napisao je svojevrsni politički manifest. Njegovo ponovno pojavljivanje u javnosti je povezana s izlaženjem Ljubljanskog zvona.
Prva godina zbog originalnosti i ljepote želeći zapisati religioznih mitova u Dolenjskoj i Beloj krajini . Njegova putovanja bilježe svoje znanje o narodnom životu, radu, uvjerenja i navike. Ona kasnije koristi u svojim autobiografskim djelima, pričama, kratkim pričama i bajkama. Jedan od najpoznatijih djela su mu Tailes i priče o Gorjancih i priče iz Nacionalne Bistrica Valley (Priča o zlatnoj kruški). Carbide je objavljen u 1884., u Vinu mudrosti, u Slovan još Dolenjska i Hrvatska sjećanja. Iza njegove smrti objavljena je u Ljubljani u zvonu autobiografija Moj život.

## Vanjske poveznice
- Janez Trdina – avtorjeva dela v zbirki Digitalne knjižnice Slovenije
- Moje živlenje(autobiografija)
- Kulturni center Janeza Trdine
- Miran Hladnik: Zbirka slovenskih leposlovnih besedil
- Trdinova pot  Arhivirana inačica izvorne stranice od 4. ožujka 2016. (Wayback Machine)